# Bernard Janssens
Bernard Janssens (* 18. August 1895 in Hoboken; † nach 1920) war ein belgischer Radrennfahrer.

## Sportliche Laufbahn
Janssens war im Straßenradsport und im Bahnradsport aktiv. Er hatte seinen größten sportlichen Erfolg bei den Olympischen Sommerspielen 1920 in Antwerpen, als er mit dem belgischen Team mit Albert De Bunné, André Vercruysse und Albert Wyckmans die Bronzemedaille in der Mannschaftswertung gewann. Im olympischen Einzelzeitfahren belegte er beim Sieg von Harry Stenquist den 4. Rang.
In den Wettbewerben im Bahnradsport belegte er gemeinsam mit Albert De Bunné, Charles Van Doorselaer und Gustave De Schryver in der Mannschaftsverfolgung den 4. Rang.